# Những chàng trai ở Lộc Phong Quán
Những chàng trai ở Lộc Phong Quán (Nhật: 鹿楓堂よついろ日和 Hepburn: Rokuhōdō Yotsuiro Biyori) là sêri manga Nhật Bản của tác giả Shimizu Yū. Được sêri hóa trong Shinchosha dưới dạng seinen manga của tạp chí Go Go Bunch từ tháng 10 năm 2013 và được xuất bản thành 7 quyển sách dạng tankōbon. Chuyển thể anime cùng tên do Zexcs thực hiện được công chiếu từ ngày 10 tháng 4 đến ngày 26 tháng 6 năm 2018. Truyện được xuất bản tại Việt Nam bởi Skycomics kết hợp với nhà xuất bản Thanh Niên.

## Cốt truyện
Những chàng trai trẻ làm việc ở Lộc Phong Quán (Rokuhōdō) cùng nhau. Họ giúp khách hàng bằng cách lắng nghe những phiền muộn của họ.

## Nhân vật

### Nhân vật chính
Kyousui "Sui" Tougoku (東極京水(スイ))
Lồng tiếng bởi: Suwabe Junichi
người quản lí của Lộc Phong Quán. Có tên thật là Kyousui, nhưng anh thường được gọi là Sui bởi mọi người. Anh rời bỏ công việc văn phòng và điều hành phòng trà mà anh nhận được từ ông của anh. Anh học nghệ thuật pha trà từ ông của anh và bây giờ anh là một người chuyên nghiệp trong nghệ thuật trà đạo. Trà của anh được cho biết là rất dễ chịu và dễ uống. Mặc dù anh trông có vẻ hậu đậu, nhưng anh rất nhạy bén và hòa đồng với mọi người. Trà của anh ấy rất tuyệt vời, tuy nhiên anh lại rất dở về nấu ăn, và cứ như thế, mọi người đều sợ những thứ anh nấu. Anh là một người rất thích mèo, và anh có một chú mèo có tên là Kinako ở nhà, mà anh đã nhặt về nuôi. Anh có mối quan hệ không tốt lắm với người anh song sinh của mình, người mà anh muốn làm lành với nhau.
Tokitaka Nagae (永江時高)
Lồng tiếng bởi: Nakamura Yuichi
bếp trưởng của Lộc Phong Quán. Anh là bạn cùng trường trung học của Sui và nổi tiếng khi còn rất trẻ. Sau khi giúp Sui với một số công việc bàn ghế, sắp xếp muỗng dĩa, anh quyết định gia nhập với Sui và làm ở Lộc Phong Quán, anh trở thành nhân viên đầu tiên của quán. Anh ấy là người rất là tốt bụng và hòa nhã, anh còn dạy các bài học làm gốm cho những người già về hưu, những người mà hay có mặt tại quán. Anh còn tạo ra các đồ dùng cho quán và để trên menu.
Gregorio "Gure" Valentino (ぐれ)
Lồng tiếng bởi: Ono Daisuke
anh là một nhân viên pha cà phê của Lộc Phong Quán. Anh lớn lên và học tại Ý. Anh là một 'chàng trai trẻ nóng giận', nhưng sau khi anh được tuyển vào bởi một người pha cà phê khác ở đây, anh học được nghệ thuật từ họ và dần dần tính cách của anh thay đổi. Đây cũng là một lý do tại sao anh có một cái máy pha cà phê tại Lộc Phong Quán. Anh trở về Nhật Bản vì nó là quê nhà của cha anh. Mặc dù cà phê của anh rất là ngon, nhưng anh hoàn toàn hậu đậu về nghệ thuật latte. Anh là người vui tươi và dễ hòa đồng. Anh cũng là một thành viên của câu lạc bộ chèo thuyền vịt địa phương. Anh luôn có những cuộc nói chuyện rất thân thiện với Tsubaki.
Tsubaki Nakao (中尾椿)
Lồng tiếng bởi: Yamashita Daiki
là một Pâtissier (bếp trưởng bếp bánh) của Lộc Phong Quán. Mặc dù anh là một Pâtissier tuyệt vời, nhưng anh là người rất ít nói và có cảm giác lo lắng trước con mắt của mọi người. Anh hoàn toàn ở Lộc Phong Quán cùng với những người khác, tuy nhiên anh vẫn ngại ngùng khi được người khác khen ngợi. Anh có một khẩu vị rất ngọt ngào, đến nỗi anh thường đi đến những quán cà phê khác để thường thức đồ ngọt và các nhà hàng khi họ có tiệc búp phê. Anh được giao về lĩnh vực đồ ngọt và bổ sung thực đơn. Anh cũng hướng dẫn Isago về cách thưởng thức đồ ngọt ở quán, và được gọi là 'Sư phụ'. Anh thường chọc ghẹo Gure.
Kinako (キナコ)
Lồng tiếng bởi: Amasaki Kōhei
mèo nuôi của Sui, chú được sự yêu thích của các thành viên ở quán cũng như khách hàng. Kinako có một tính cách rất bình thản và yên lặng, chú thường tắm nắng ở trước quán.

### Các nhân vật khác
Yakyō Tougoku (東極八京)
Lồng tiếng bởi: Maeno Tomoaki
anh trai của Sui; người mà Sui muốn làm lành.
Eisuke Tsunozaki (門崎英介)
Lồng tiếng bởi: Toriumi Kōsuke

## Truyền thông

### Manga
Những chàng trai ở Lộc Phong Quán được viết và minh họa bởi tác giả Shimizu Yū, được xuất bản tại Nhật Bản do Shinchosha. Được sêri hóa vào tháng 10 năm 2013 trong tạp chí hàng tháng seinen Go Go Bunch, và được xuất bản 7 quyển dưới dạng tankōbon. Truyện được xuất bản tại Việt Nam bởi Skycomics kết hợp với nhà xuất bản Thanh Niên.

### Anime
Chuyển thể anime được công bố ở vấn đề thứ 19 của Shinchosha trong tạp chí Go Go Bunch. Sêri được đạo diễn bởi Kamiya Tomomi ở Zexcs, do Akao Deko viết kịch bản và do Anjiki Kei thiết kế nhân vật, được lên sóng từ ngày 10 tháng 4 đến ngày 26 tháng 6 năm 2018. Ca khúc mở đầu là "Sakurairo Cliché" (桜色クリシェ Sakurairo Kurishe), do thành viên trước của nhóm SKE48 Deguchi Aki thực hiện.